# Didymocantha novica
Didymocantha novica är en skalbaggsart som beskrevs av Blackburn 1892. Didymocantha novica ingår i släktet Didymocantha och familjen långhorningar. Inga underarter finns listade i Catalogue of Life.